# St-Pierre (Bourneville)

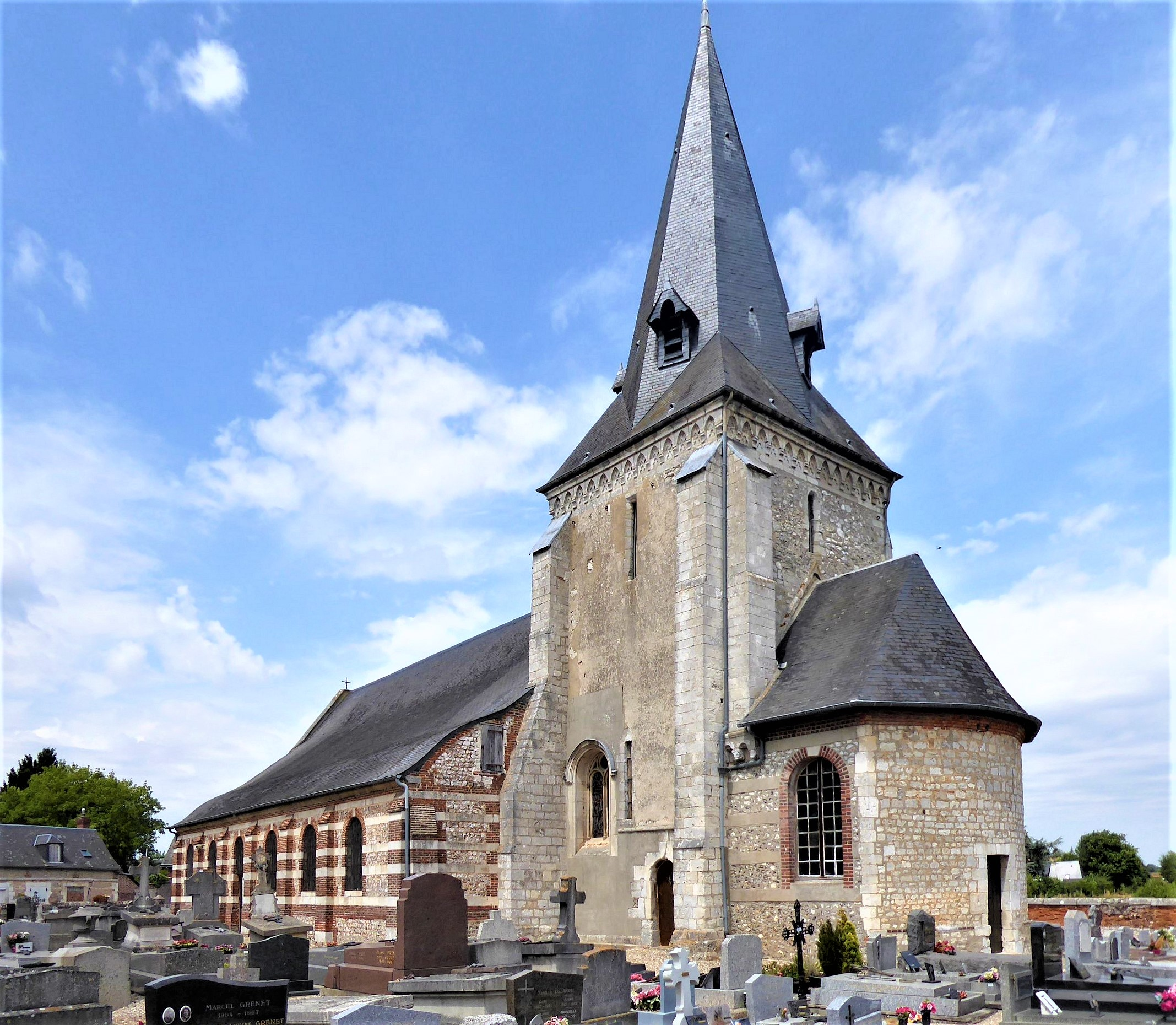
St.-Pierre, Blick zum Chorturm

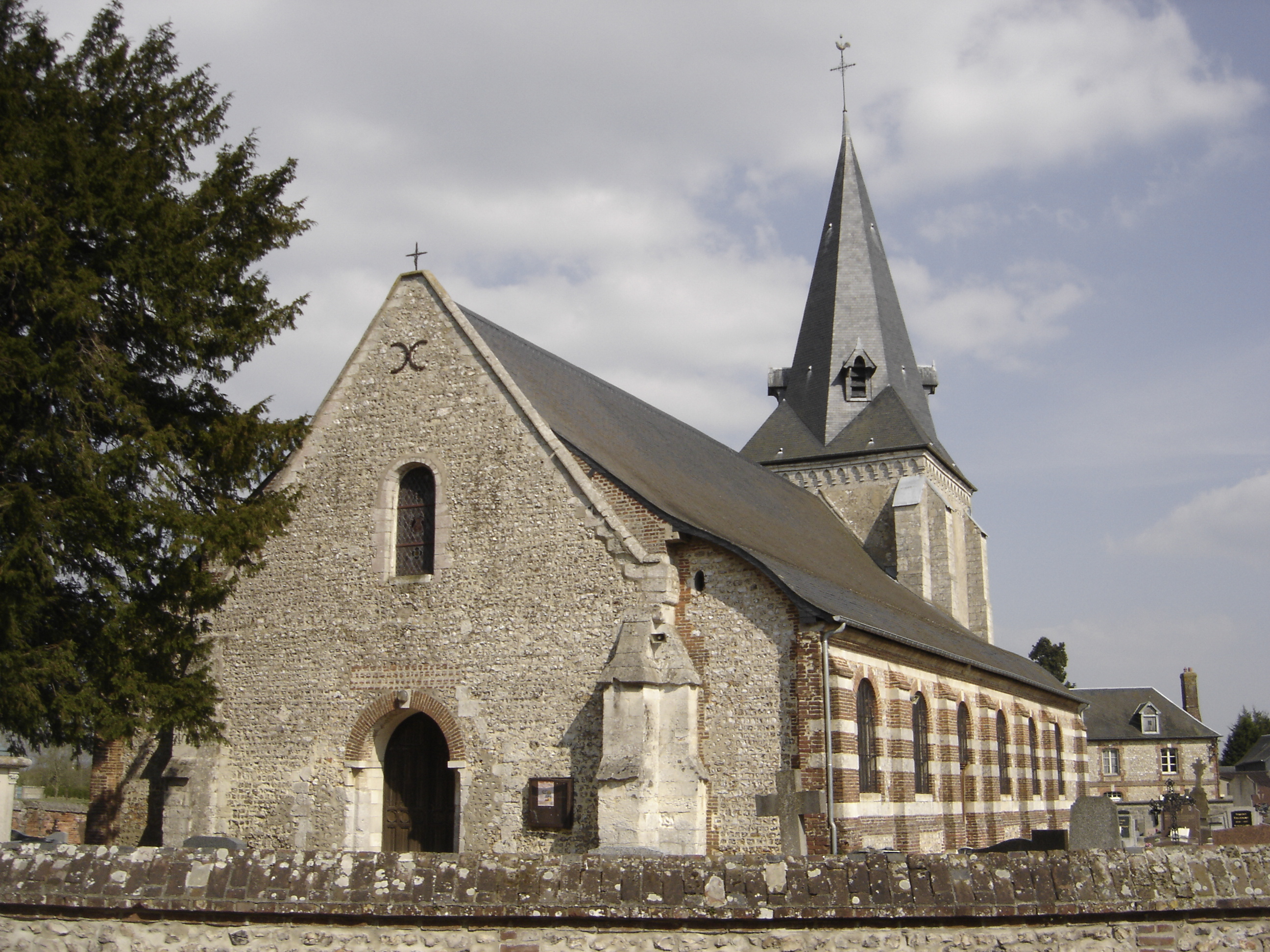
Die Westfassade

St-Pierre ist die römisch-katholische Kirche von Bourneville im Département Eure in der Region Normandie. Die Kirche ist eingetragen im Verzeichnis des kulturellen Erbes Frankreichs.

## Beschreibung
Die dem Apostel Petrus gewidmete Kirche entstand vermutlich in der ersten Hälfte des 12. Jahrhunderts und erhielt ihre einschiffige mittelalterliche Form im 13. Jahrhundert. Das Patronatsrecht stand dem Priorat Beaumont-le-Roger zu, das der Benediktinerabtei Le Bec unterstand.
Im Jahr 1824 wurde St-Pierre zur Pseudobasilika umgebaut. Dem Schiff wurden die beiden niedrigeren Seitenschiffe angefügt, mit Außenwänden überwiegend aus Backstein. Die an den romanischen Chorturm anschließende Apsis wurde in eine Sakristei umgewandelt. An der Westfassade erhielt das Portal seinen Backsteinbogen. Die jüngeren Teile vor den Seitenschiffen liegen gegen den mittelalterlichen Mittelteil etwas zurück.